# Branimir Petrović
 Ovo je glavno značenje pojma Branimir Petrović. Za srpskg nogometaša pogledajte Branimir Petrović (nogometaš).
Branimir Petrović (Piljenice kraj Kutine, 2. studenog 1888. – Commugny, Švicarska, 21. lipnja 1957.), hrvatski slikar.
Školovao se na Višoj školi za umjetnost i obrt u Zagrebu. Rano je počeo objavljivati karikature u "Hrvatskoj smotri", "Koprivama" i "Savremeniku". Sudjelovao je na skupnim izložbama hrvatskih umjetnika (Hrvatski proljetni salon), gdje je izlagao karikature, aktove i pariške vedute. 
Od 1911. živio je u inozemstvu, uglavnom u Parizu i Švicarskoj, gdje je radio karikature za ženevske listove. Modernim slikarskim pristupom karikaturi uspio je predočiti psihološke karikteristike karikiranih osoba, (poznata je njegova karikature Antuna Gustava Matoša). 

## Vanjske poveznice
- Karikatura A.G. Matoša[neaktivna poveznica]